# Polyrhachis nitida
Polyrhachis nitida é uma espécie de formiga do gênero Polyrhachis, pertencente à subfamília Formicinae.